# Буровая установка
Буровая установка или буровая — комплекс бурового оборудования и сооружений, предназначенных для бурения скважин. Состав узлов буровой установки, их конструкция определяется назначением скважины, условиями и способом бурения.
Наземная буровая установка для разведки и разработки месторождений нефти и газа в общем виде включает в себя следующее оборудование:
- Буровой станок,
- Буровая вышка,
- Буровая лебёдка,
- Система верхнего привода или ротор с вертлюгом,
- Буровой ключ,
- Шпилевая катушка,
- Буровые насосы,
- Ёмкости,
- Оборудование для приготовления бурового раствора,
- Оборудование очистки бурового раствора от шлама,
- Цементировочный агрегат,
- Противовыбросовое оборудование,
- Мостки и склад хранения буровых труб, трубный кран,
- Генератор для обеспечения работы электроприводов оборудования.

## Характеристики буровых установок
- Назначение буровой установки
- Грузоподъёмность/глубина бурения
- Тип привода
- Способ бурения
- Тип шасси (для самоходных установок)
- Крутящий момент (кНм)

## Применение буровых установок
- Бурение неглубоких (до 25 метров) скважин небольшого диаметра (76—219 мм) при сейсморазведке и инженерных изысканиях.
- Бурение скважин средней глубины (до 600 м) — структурных и поисковых скважин на твёрдые полезные ископаемые.
- Бурение глубоких (до 6000 м) разведочных и эксплуатационных скважин на нефть и газ.
- Капитальный ремонт и испытания скважин на нефть и газ.
- Бурение скважин на воду.
- Бурение неглубоких (до 32 м) скважин большого диаметра (до 1,5 м) для строительства буронабивных свай (свайные фундаменты).
- Бурение взрывных скважин на открытых горных выработках и в шахтах.
- Сверхглубокое бурение (до 15 000 м) разведочных и эксплуатационных скважин на нефть и газ. (В России первая сверхглубокая скважина была пробурена глубиной 12 262 метров на Кольском полуострове).

## Органоструктура буровых установок
- Исполнительные органы (вышка, буровая лебёдка, СВП, ротор, талевая система, буровой насос…)
- Энергетические органы (дизельные и электродвигатели, силовая пневмо- и гидросистема, приводы)
- Вспомогательные органы (металлоконструкции основания, укрытий, механизмы передвижения, мост приёмный, вспомогательная лебёдка, тали, системы освещения, водоснабжения, отопления, вентиляции, эвакуации)
- Органы управления (системы пневмо- и электроуправления)
- Органы информации (система контроля параметров бурения)

## Классификация буровых установок
По виду работ:
- для эксплуатационных работ.
- для разведочных работ.
- для технических скважин.

По способу бурения делятся на установки:
- вращательного бурения.
- вращательно-ударного бурения.
- ударного бурения.
- ударно-вращательного бурения.
- вибрационного бурения.
- огнеструйного бурения.
- разрядно-импульсного бурения.

По типу привода:
- электрические буровые установки.
- электрогидравлические буровые установки.
- дизельэлектрические буровые установки.
- дизельные буровые установки.

По технике передвижения:
- самоходные буровые установки.
- передвижные буровые установки.
- стационарные буровые установки.

По вариантам дислокации:
- наземные.
- морские.

## Буровая вышка
Вышка является ключевым узлом оборудования буровой установки и предназначена для выполнения следующих функций:
- проведения спуско-подъёмных операций с бурильными и обсадными трубами.
- поддержания бурильной колонны на талевой системе при бурении с разгрузкой.
- размещения комплекта бурильных труб и утяжелённых бурильных труб (УБТ) и толстостенные бурильных труб (ТБТ).
- размещения талевой системы и средств механизации спуско-подъёмных операций, в частности механизмов АСП, КМСП или платформы верхового рабочего, устройства экстренной эвакуации верхового рабочего, системы верхнего привода и вспомогательного оборудования.

Буровые вышки классифицируются: по назначению — для агрегатов капитального ремонта скважин, для передвижных (мобильных) буровых установок, для кустовых и стационарных, для морских буровых установок; по конструкции — мачтовые и башенные. Мачтовые вышки бывают: А-образные, П-образные, 4-х опорные и с открытой передней гранью.

## Буровой лафет
Буровой лафет — навесное буровое оборудование. Устанавливается на мини экскаваторы, а также гидравлические экскаваторы с общей массой от 10 тонн посредством различных соединений.
Буровой лафет, как правило, состоит из ходового механизма (чаще всего с гусеничным ходом) с двигателем для передвижения (для самоходных машин), и встроенного гидравлического механизма для подачи вперед (тяги) и бурового функционирования (аксиальное и радиальное движение штанг).
Навесной буровой лафет применяется при работах по частичному упрочнению грунтов, а также при бурении пневмоударником или на отбор керна, также для анкерного бурения, бурения скважин под сваи и столбы, для сооружения скважин на воду.

## СВП и ротор
Ротор предназначен для вращения бурильного инструмента и поддержания колонны бурильных труб при бурении скважины. При этом для возможности вращения бурильного инструмента используется вертлюг.
СВП [прояснить] объединяет в себе функции ротора и вертлюга.

## Буровая лебедка
Буровая лебёдка является основным механизмом спуско-подъёмного комплекса буровой установки. Буровая лебёдка предназначена для выполнения следующих операций технологического процесса строительства скважин:
- спуск и подъём буровых труб.
- спуск обсадных труб.
- подача инструмента на забой.
- передача вращения ротору при отсутствии индивидуального привода ротора.
- придание ускорения инструменту (ударному долоту, желонке и т. д.).
- аварийный подъём инструмента.

## Талевая система
Талевая (полиспастовая) система или оснастка буровых установок предназначена для преобразования вращательного движения барабана лебёдки в поступательное (вертикальное) перемещение крюка, к которому крепится бурильная колонна, и уменьшения нагрузки на ветви каната. В зависимости от типа буровой установки и глубины скважины применяют оснастку: 3х4, 4х5, 5х6, 6x7.

## Крюкоблоки
Буровые крюки (крюкоблоки) изготовляют в виде отдельных крюков или крюков, соединенных с талевым блоком (крюкоблоки) Крюк посредством серьги соединяется с талевым блоком и предназначен он для подвешивания бурильных труб при помощи элеватора в процессе их спуска и подъема и для подвешивания бурильных труб при помощи вертлюга или СВП во время бурения.

## Вертлюги
Вертлюг — один из основных узлов механизма подачи бурового раствора, несёт на себе наибольшую нагрузку в процессе бурения и от его надёжности зависит безотказная работа всей буровой установки.
Вертлюг обеспечивает подачу промывочной жидкости через буровой рукав от неподвижного стояка манифольда во вращающуюся колонну бурильных труб и поддержание вращающегося инструмента при бурении.

## Буровые насосы
Буровые насосы предназначены для обеспечения процесса промывки при пробуривании скважины, нагнетания в скважину бурового раствора с целью очистки забоя и ствола от выбуренной породы и выноса её на поверхность, охлаждения долота и приведения в действие забойных двигателей гидравлического типа. Различают насосы следующих типов — двухпоршневые насосы двойного действия и трёхпоршневые насосы одностороннего действия.
Наиболее полно требованиям технологии бурения соответствуют трёхпоршневые насосы одностороннего действия, которые обеспечивают наименьшую степень неравномерности давления на выходе и наименьший износ клапанов и штоков поршня в сравнении с двухпоршневыми насосами двухстороннего действия.

## Циркуляционные системы
Циркуляционная система (ЦС) представляет собой комплекс механизмов и оборудования, входящий в состав буровой установки и предназначена:
- для приготовления бурового раствора заданной плотности, состава и качества.
- для очистки бурового раствора от выбуренной породы.
- хранения запаса бурового раствора.
- дегазации бурового раствора (при необходимости).
- химической обработки бурового раствора.
- долива и подачи бурового раствора в скважину.
- удаления шлама.

Комплекс ЦС включает следующее оборудование для очистки промывочной жидкости — вибросито, пескоотделитель, илоотделитель, центрифугу и дегазатор, которые, имея различную степень очистки бурового раствора, позволяют подготовить шлам к утилизации.